# .300溫徹斯特麥格農
.300溫徹斯特麥格農（.300 Winchester Magnum，簡稱 .300 Win Mag或是7.62×67毫米）是比较受歡迎的一种麥格農步枪子弹。是溫徹斯特連發武器公司在1963年發表的溫徹斯特麥格農子彈系列家族中之一員。彈道低深，遠距離準確性高的彈藥。

## 彈道表現
.300 Winchester Magnum是一種極佳的大型獵物狩獵或是遠距離打靶用彈藥。常見使用於遠距離射擊比賽（例如benchrest competition）、警隊以及部分的美軍單位的狙擊手。當搭配低風阻彈頭時的最大有效距離通常都在1200碼（1097公尺）。使用高精度步槍搭配比賽級彈藥於1000碼的準確度達到1 MOA以內不是很困難。使用重量180格令彈頭在最大裝藥量由24英寸長槍管射出時彈頭速度可達2975英尺／秒（+/- 25）。

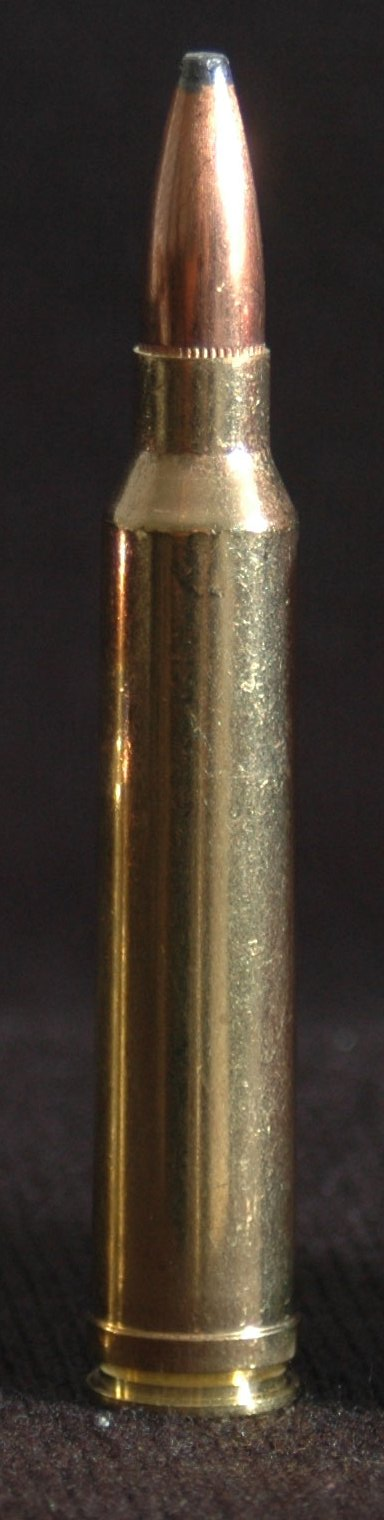
.300 Winchester Magnum

## 相關資訊
- 精密國際AX338狙擊步槍
- 溫徹斯特連發武器公司
- 溫徹斯特麥格農子彈系列
- 步槍子彈列表
- 麦格农子弹

## 外部連結
- 300 Winchester Magnum: How Does Barrel Length Change Velocity- A 16″ 300 Win Mag?（页面存档备份，存于）